# 小平桂子アネット
小平 桂子 アネット（こだいら けいこ アネット、本名：藤井 桂子 アネット、ふじい けいこ アネット（旧姓：小平）、1966年9月12日 - ）はスポーツジャーナリスト。

## 経歴・人物
東京都出身。父親が日本人（天文学者の小平桂一）で母親がドイツ人（ドイツ語講師）のハーフ。姉がいる。幼少時代は父の仕事の関係でアメリカのロサンゼルス・ドイツのハイデルベルクでの生活で過ごす。帰国後からの少女時代（小学校入学 - 高校卒業）は日本で地元の公立校に通い、地域に密着した親しみ深い人柄を育んだ。高校時代のラグビー部マネージャーとしての経験は、その後の活動の原点ともなっている。卒業後、専門学校で社会福祉を学び、その後心と体のカウンセラー、エアロビクスインストラクター、通訳、翻訳など様々な仕事に従事する。
1990年7月14日に23歳でBS1のスイスからの生放送特番「マッターホルン登頂中継」にアシスタントとして出演。NHKのラジオジャパンで長年番組を担当していた母親がきっかけである。
1991年、NHK衛星放送のスポーツ情報番組「Be☆Spo24」でフリーのスポーツキャスター（※局アナではない）としてのキャリアをスタート。『NHKニュース7』の初代スポーツキャスター、『NHKニュース11』でもスポーツキャスターを務め、オリンピックやアジア大会などの現地キャスターも担当した。またNHK-BSではWRC世界ラリー選手権のメインキャスターを務め、多くのラリーファンの支持を得る。
その後BS朝日のキャスター、WRC世界ラリー選手権のCS放送でのキャスターを担当していた（結婚を機に引退）。社会人アメリカンフットボールXリーグの強豪チーム、シーガルズ（リクルートシーガルズ、後にオービックシーガルズ）のディレクターとしても活躍。ファンとチームの一体化を促した様々な手法が注目された。またサルサのインストラクターとしても活動している。一児の母。現在は介護予防運動スペシャリスト、介護予防指導士として活動している。

## 出演番組
- テレビ
  - Be☆Spo24
  - NHKニュース7
  - NHKニュース11
- ラジオ
  - SUBARU GRAND SAILING SATURDAY PASSING AIR（TOKYO FM）
  - グッドSUBARUパッション（TOKYO FM）

## 著書
- アネット12のお宝（1994 日本放送出版協会）
- 海外旅行 そのまま使えるワンフレーズ英会話 (王様文庫) (2004　三笠書房)